# Persuasio
Persuasio är ett grundläggande begrepp inom retorik för metoder att genom kommunikation övertyga genom avsiktliga påverkan.
Ser man till etymologin från antiken uppstod begreppet från det grekiska verbet peitho eller det latinska persuasio. Som retorisk term är persuasio det etablerade.
"I latinet anger prefixet per- i persuasio en rörelse där man försöker övervinna ett motstånd eller avstånd. När medeltida klerker här i Sverige försökte översätta det meningsbärande latinska ordet valde man verben 'övertyga' och 'övertala'. Att använda språket som instrument, anpassat efter situationen. Detta är den retoriska konsten"

## Retorisk kontext - vad övertygar?
Aristoteles klassiska definition av retorik ser den som "en förmåga att i varje enskilt fall uppfatta det som kan vara övertygande eller övertalande"
Ett av retorikens syften enligt Aristoteles är alltså att utöva förmågan att bedöma, upptäcka och använda anpassade argument för att åhöraren ska kunna fatta välunderbyggda slutsatser. Persuasio eller konsten att övertyga handlar om att förmå åhörarna eller läsarna att acceptera den ståndpunkt som talaren förmedlar. I den romerska retorikteorin betonades tre aspekter av övertygande medel: docere – att undervisa. Delectare- att behaga och Movere- att beröra känslorna. Persuasio är alltså inriktat på såväl det rationella förnuftet som känslolivet.I den grekiska retorikteorin betonas övertygelsemedlen logos, kopplat till språket som bär mening och argument, ethos som syftar på talarens trovärdighet och karaktär och genom pathos, de känslor som berörs och väcks hos åhörarna. Dessa tre grundläggande retoriska begrepp rymmer alla en omfattande innebörd. Deras sammanförda betydelse kan beskrivas som "med stöd av sitt personliga anseende riktar en talare alltså sina ord till en publik, som blir mottaglig för budskapet genom sin känsla för saken"

## Övertyga eller övertala?
Övertyga betecknar en mer djupgående och bestående effekt av insikt och förutsätter att talaren själv tror på denne övertygar om. Medan övertala syftar på en mer ytlig påverkan, både vad gäller talarens intention och inverkan på åhöraren, målet är ju att agera utan att nödvändigt tro på det. Det ställningstagande som gör att åhörarna godtar eller avvisar en talares budskap har med flera faktorer att göra, se även de retoriska termerna empiri, doxa och praxis.